# Lost World
Pour les articles homonymes, voir Lost World (homonymie) et Le Monde perdu.
Lost World (ロスト・ワールド, Rosuto . wārudo) est un manga de Osamu Tezuka paru en 1948. La version publiée en France chez Taifu Comics n'est cependant pas la version originale, mais une version retravaillée par l'auteur une dizaine d'années plus tard.

## Synopsis
Les scientifiques découvrent une nouvelle planète qui s'approche de la Terre et lui ressemble en tout point.